# 粉紅豬一家親角色列表
粉紅豬一家親角色列表是收錄英國學前電視動畫粉紅豬一家親中各人物之列表。
劇中大部份未成年角色（喬治及同屬豬類的堂姐弟除外）名字第一個字母皆與該動物英文名的第一個字母相同。

## 豬
- 佩奇 （Peppa Pig）－動畫的主人翁。她喜歡在泥巴水坑裡跳上跳下、和她的熊熊（佩佩的泰迪熊）玩耍（但卻經常弄丟熊熊）、上學前遊戲班和裝扮。她跟她的弟弟George、豬媽媽和豬爸爸一起生活[1]。動畫裡沒有確實交代Peppa的年齡，但於2004年播出的第一季第50集《我的生日會》（My Birthday Party）中，Peppa的生日蛋糕上有四枝蠟燭，或者顯示Peppa當時四歲，而一篇2010年的BBC文章則指Peppa已經五歲[2]。（配音员：由莉莉·斯諾頓-費恩（第一季）、西西莉·布萊姆（第二季）和哈莉·貝特（第三至五季）（英国）、黎皓宜（香港）、林美秀（台灣地区）、陈奕雯（中国大陆））
- 喬治（George Pig）－Peppa的弟弟。他出現於大部份集數，通常都拿著他的綠色玩具恐龍－「恐龍先生」（Mr. Dinosaur），口頭禪是「Dine-saur」（發音不準確的「恐龍」）。George經常哭鬧，哭的時候總會出現像花灑的眼淚和特別的哭聲（其實是劇中同一年齡層兒童的共同設定），而他哭的原因多半是被Peppa作弄。第二季第26集《George的生日》（George's Birthday）中，George的生日蛋糕上有兩枝蠟燭，其他角色拿著的汽球上面也寫著「2」，顯示George可能為兩歲。角色分別由奧利弗·美和愛麗斯·美（英国）、雷碧文（台灣地区）、张安琪（中国大陆）配音。
- 伊薇
- 豬媽媽（Mummy Pig）－Peppa和George的媽媽。她經常用家裡的電腦工作，也曾經在第三季第13集《消防車》（The Fire Engine）中以消防員身份出現。實際也是一位預言家，在生活上經常提醒豬爸爸小心即將可能犯下的錯誤（例如爬樹掉下來），雖然後者都總會自信地斷言不會發生，但都總是立即應驗，另外也是個作家。角色由摩雲娜·賓斯（英语：Morwenna Banks）（英国）、姜嘉蕾（香港）、雷碧文（台灣地区）、范楚绒（中国大陆）配音。
- 豬爸爸／豬先生（Daddy Pig）－Peppa和George的爸爸。喜歡自誇。第五季第2集《新房子》（The New House）中顯示他是一位建築師。（配音员：理察·萊丁斯（英语：Richard Ridings）（英国）、袁德基（香港）、吳文民（台灣地区）、符冲（中国大陆））
- 豬爺爺（Grandpa Pig）－豬媽媽的爸爸，豬爸爸的岳父，Peppa和George的外公。豬爺爺喜歡園藝和開船。他和狗爺爺雖然有過幾次爭執，不過兩位是好朋友。他有一列名為歌楚德（Gertrude）的無軌火車。角色由大衛·加咸（英语：David Graham (actor)）配音。
- 豬奶奶（Granny Pig）－豬媽媽的媽媽，豬爸爸的岳母，Peppa和George的外婆。愛好香水。她在家附近的果樹園裡種蘋果樹，又在後院種蔬菜。她也養了四隻雞。角色由法蘭西斯·韋特（英语：Frances White）配音。
- 豬伯伯（Uncle Pig）－豬爸爸的兄弟、豬嬸嬸的丈夫、Chloé和Alexander的爸爸。角色由本動畫的旁白約翰·史巴克斯配音。
- 豬伯母（Auntie Pig）－豬叔叔的太太、Chloé和Alexander的媽媽。角色分別由艾莉遜·斯諾頓（第一、二季）和茱迪·弗林（第三、四季）配音。
- 克蘿依（Cousin Chloé Pig）－Peppa和George的堂姐、Alexander的姐姐。她與熊Belinda和松鼠Simon是朋友，但他們卻喜歡作弄Peppa。Chloé八歲，喜歡穿黃色的裙子。角色分別由埃露爾斯·美爾（第一至二季）、阿比蓋爾·丹尼斯（第三、四季)。
- 亞歷山大（Baby Alexander Pig）－Chloé的弟弟。是一個嬰兒，他說的第一個字是「泥坑」（puddle）。角色分別由奧利弗·美（第二季）、哈莉·貝特（第三季）和美妮·卓拉弗（第四季）配音。
- 姨姨多蒂（Auntie Dottie Pig）－Peppa和George的姨姥姥，姨姨多蒂沒有在動畫正式登場，只有在第四季第4集《夢幻精靈小馬》（Horsey Twinkle Toes）裡面豬媽媽提及她住在國外，並寄了一份包裹給Peppa和George，裡面是一隻有車輪的玩具馬（Peppa和George給它起了個名字叫「夢幻精靈小馬 （Horsey Twinkle Toes）」）。由於未在動畫中出現，所以沒有配音員。

## 兔
- 瑞貝卡（Rebecca Rabbit）－Peppa的朋友和學前遊戲班的同學，也是Richard、孿生弟妹Rosie和Robbie的大姐姐。角色分別由希素·魯特（第一季）、貝頓·蓮茜（第二季）和愛麗斯·美（第三、四季）、雷碧文（台灣地区）配音。
- 理查（Richard Rabbit）－Rebecca的弟弟、孿生弟妹Rosie和Robbie的哥哥，也是George最好的朋友，也跟George一樣有點愛哭，在好些集數中都和George一起哭鬧。角色由蘇兒·貝克配音。
- 兔小姐（Miss Rabbit）－她似乎同時擔當多份工作，包括巴士司機、超級市場店員、圖書館管理員、直昇機駕駛員、消防員、冰淇淋小販、鞋店店員、護士、博物館售票員、瓷器店職員、月球上的雜貨店店員、海洋館售票員兼水池清洗兼紀念品售賣員、飛機服務員等等，並且也分別開店從事資源回收售賣聖誕樹, 但她喜愛她的工作，並因此獲「女王」授與獎章。她是兔媽媽的姊妹（外表及衣著上完全相同），Rebecca、Richard、Rosie和Robbie的阿姨。角色由莎拉·安·堅妮迪（英语：Sarah Ann Kennedy）配音。
- 兔媽媽（Mummy Rabbit）－Rebecca、Richard、Rosie和Robbie的媽媽，也是兔小姐的孿生姐妹。角色分別由摩雲娜·賓斯和莎拉·安·堅妮迪配音。
- 兔爸爸／兔先生（Daddy Rabbit / Mr. Rabbit）－Rebecca、Richard、Rosie和Robbie的爸爸。他與豬爸爸和貓太太在一家高層寫字樓工作，但也曾在某些集數裡當過車站站長、博物館館長和冰淇淋小販等其他工作。他是豬爸爸的好朋友。角色由約翰·史巴克斯配音。
- 兔爺爺（Grampy Rabbit）－Rebecca、Richard、Rosie和Robbie的外祖父、兔媽媽和兔小姐的爸爸。角色由拜仁·布拉斯特（英语：Brian Blessed）配音。
- 羅西（Rosie Rabbit）－Rebecca和Richard的妹妹。她和孿生的Robbie在第四季第10集《兔子媽媽的腫塊》（Mummy Rabbit's Bump）中出世。
- 羅比（Robbie Rabbit）－Rebecca和Richard的弟弟。他和孿生的Rosie在第四季第10集《兔子媽媽的腫塊》（Mummy Rabbit's Bump）中出世。
- Rita Rabbit

## 羊
- 小羊蘇西（Suzy Sheep） Peppa的朋友和學前遊戲班的同學，是peppa從小到大最要好的朋友
- 羊媽媽（Mommy Sheep)  Suzy的媽媽

## 貓
- 康蒂（Candy Cat）－Peppa的朋友和學前遊戲班的同學，穿綠松色的裙子。角色分別由黛西·魯特（第一季）、愛瑪·韋斯頓（第二季）和札拉·斯迪奇（第三、四季）配音。
- 貓媽媽／貓太太（Mummy Cat / Mrs. Cat）－Candy的媽媽、豬爸爸的同事。根據第三季第29集《倉鼠醫生的烏龜》（Dr Hamster's Tortoise），她今年33歲。她常穿淡紅色裙子。角色分別由摩雲娜·賓斯（第二季）和莉娜·法爾薩德（第三、四季）配音。
- 貓爸爸／貓先生（Daddy Cat / Mr. Cat）－Candy的爸爸。在第三和第四季中經常出場。常穿牛仔襯衫，身披深色的皮毛。
- 黑貓先生
- Sam Cat
- Harry Cat

## 狗
- 丹尼（Danny Dog）－Peppa的朋友和學前遊戲班的同學。角色分別由佐治·活福特（第一、二季）和賈頓·米爾斯（第三、四季）配音。
- 狗媽媽／狗太太（Mummy Dog / Mrs. Dog）－Danny的媽媽。角色分別由黛比·麥當納（第一季）、卡麗兒·韋克斯勒（第二季）和茱迪·弗林（第四季）配音。
- 狗爺爺（Granddad Dog）－Danny的爺爺。他是一名汽車技師，非常善於修理車子。他和豬爺爺是好朋友，雖然兩人間中會爭論誰的船和Greenhouse比對方的好。角色由大衛·連杜（英语：David Rintoul）配音。
- 狗爸爸／狗船長（Daddy Dog / Captain Dog）－Danny的爸爸。他是一名駕駛帆船環球旅行的船長。他是其中一名最遲在系列中亮相的角色，在第四季中段的《狗爸爸船長》（Captain Daddy Dog）才首次作為退役船長出現。角色由阿歷山大·岩士唐配音。
- 狗奶奶（Granny Dog）
- Baby Dog（Daisy Dog）－BB狗
- 大黃狗先生（Mr. Labrador）－他和公牛先生一起在工程隊工作。
- 柯基女士（Mrs. Corgi）－她首次出現在第五季第29集《Sailing Boat》中，是豬爺爺的朋友之一。
- Daniel Dog
- Barista Dog

## 馬
- 佩德羅（Pedro Pony）－Peppa的朋友和學前遊戲班的同學。他戴眼鏡、穿黃色夾克。喜歡睡覺，有時會有點善忘、冒失和遲緩，但對他有興趣的事卻很有研究，而且為人友善。在很多集數裡他上學前遊戲班都遲到了。在第四季第41集《皮卓遲到了》（Pedro is Late）中，Peppa親了皮卓一下。他也常穿牛仔服飾，但他也經常穿錯衣服。在第三季第45集《體操班》（Gym Class）裡，他穿了超級英雄的裝束去上體操班。角色分別由哈里遜·奧萊特（第一、二季）和史坦利·尼克勒斯（第三、四季）配音。
- 馬媽媽／馬太太（Mummy Pony / Mrs. Pony）－皮卓的媽媽。她穿著一件深黃色裙子。角色分別由姬蒂·格列布（第一季）、瑪德琳·摩亞（第二季）、莉拉·路易斯（第二季）、賈米瑪·威廉斯（第三季）、莉娜·法爾薩德（第四季）和茱迪·弗林（第四季）配音。
- 馬爸爸／馬先生（Daddy Pony / Mr. Pony）－皮卓的爸爸，是一位視光師。他跟皮卓一樣戴眼鏡、穿夾克，不過夾克是綠色的。角色由約翰·史巴克斯配音。
- Baby Pony（Pearl Pony）-BB馬
- 公馬先生（Mr. Stallion）－他首次出現在第五季第29集《Sailing Boat》，是豬爺爺的朋友之一。

## 斑馬
- 蘇怡（Zoë Zebra）－Peppa的朋友和學前遊戲班的同學。她身上有黑白相間的斑紋，穿淡紫色裙子。在第二季第4集《泰迪熊去野餐》（Teddy's Day Out），柔依帶著她的猴子布偶出現，布偶的名字就叫做「猴子」（Monkey）。角色由斯恩·泰萊配音。
- 斑馬媽媽／斑馬太太（Mummy Zebra / Mrs. Zebra）－柔依、Zuzu和Zaza的媽媽，是位陶瓷匠，穿淡綠色裙子。角色由摩雲娜·賓斯配音。

- 斑馬爸爸／斑馬先生（Daddy Zebra / Mr. Zebra）－柔依、Zuzu和Zaza的爸爸，是位郵差。角色由大衛·加咸配音。

- 祖祖和莎莎（Zuzu and Zaza）－柔依的一對孿生妹妹，也是George的朋友。她們都穿淡粉紅色裙子。由於她倆年紀比喬治、理查和艾德蒙小，所以她們沒有上學前遊戲班，而是多數出現在柔依家裡。兩位角色皆由愛麗斯·美配音。

## 象
- 艾蜜莉（Emily Elephant）－Peppa的朋友和學前遊戲班的同學。首次出現於第二季第2集《Emily Elephant》。她的嗓門在孩子中是最大的，她會將她的象鼻當手一樣使用。在第二季第51集《留宿》（Sleepover）中可見她有一隻玩具青蛙。角色由茱莉亞·摩斯配音。
- 艾德蒙（Edmond Elephant）－艾蜜莉的弟弟、George的朋友。和George、Richard、Zuzu、Zaza和Didier相較之下，艾德蒙十分聰明，似乎遺傳自他的爸爸象醫生。當其他孩子只會說單詞的時候，他已經可以說完整句子了。而且他對許多方面都有豐富的知識。角色由尊尼·巴特拿配音。
- 象醫生／象先生（Doctor Elephant / Mr. Elephant）－艾蜜莉和艾德蒙的爸爸、象媽媽的丈夫。他穿著白色襯衣、打。從第二季第35集《牙醫》（The Dentist）來看，他是一位牙醫。角色由安迪·咸美頓（英语：Andy Hamilton）配音。
- 象媽媽（Mummy Elephant）－艾蜜莉和艾德蒙的媽媽。穿紫紅色裙子。
- Granddad Elephant

## 狐狸
- 弗雷迪（Freddy Fox）－Peppa的朋友和學前遊戲班的同學。很會聞氣味尋人，最喜歡雞蛋。
- 狐狸先生（Mr. Fox）－弗瑞迪的爸爸，他是一間店的老闆，而店裡幾乎什麼都賣（汽油除外）。有時他會和弗瑞迪，開著貨車到處去販售。
- 狐狸小姐（Mrs. Fox）－弗瑞迪的媽媽，穿深藍色裙子。她是一位護士，在醫院裡工作。
- Baby Fox（Felicity Fox）-BB狐狸

## 驢
- 黛爾芬（Delphine Donkey）－Peppa來自法國的朋友和筆友，會唱好聽的法語兒歌。
- 迪安（Didier Donkey）－黛爾芬的弟弟，喜歡龍，有一個紅色噴火龍玩具。
- 驢子先生（Monseiur Donkey）－黛爾芬和Didier的爸爸，穿深藍色衣服。
- 驢子小姐（Mama Donkey）－黛爾芬和Didier的媽媽。穿黃色裙子。
- Dubya Donkey
- Old Mrs Donkey

## 狼
- 溫蒂（Wendy Wolf）－Peppa的新鄰居和朋友，豬爸爸為他們設計了一棟新房子，並由公牛先生的工程隊建造完成。在那之後她也成為佩佩學前遊戲班的同學。
- 狼先生（Mr. Wolf）－溫蒂的爸爸。穿深紫色衣服。
- 狼小姐（Mrs. Wolf）－溫蒂的媽媽。穿淡紫色裙子。
- 狼奶奶（Granny Wolf）－溫蒂的奶奶。穿淡綠色裙子。
- Baby Wolf（What Wolf）－BB狼
- Winnie Wolf

## 袋鼠
- 凱莉（Kylie Kangaroo）－Peppa的朋友，住在澳洲，她可以跳得很高。
- Joey Kangaroo －Kylie的弟弟，他比喬治、理查和艾德蒙幼小而且總是待在袋鼠媽媽裙子的大口袋中。
- 袋鼠小姐（Mummy Kangaroo/Mrs. Kangaroo）－Kylie和Joey的媽媽。穿黃色裙子，裙子前有一個大口袋。
- 袋鼠先生（Daddy Kangaroo/Mr. Kangaroo）－Kylie和Joey的爸爸。穿墨綠色衣服。他喜歡燒烤玉米。
- 沙袋鼠先生（Mr. Wallaby）－他首次出現在第五季第22集《Boomerang》中。是一隻帶著一副棕色眼鏡並長了鬍子的袋鼠，穿著藍色的衣服。

## 山羊
- 加布里埃拉（Gabriella Goat）－Peppa的朋友，住在義大利，曾經帶佩佩和她的家人參觀她住的莊園。
- 山羊先生（Signor Goat）－Gabriella的爸爸，他照顧佩佩一家去義大利度假時住的小屋。
- 山羊叔叔（Uncle Goat）－Gabriella的叔叔，他是Gabriella的莊園中的烤披薩師傅。
- 山羊阿姨（Auntie Goat）－她在Gabriella住的小鎮中經營一家店面。
- 山羊媽媽（Mummy Goat）

## 長頸鹿
- 杰拉德（Gerald  Giraffe）－Peppa學前遊戲班的新同學，也是班上最高的一位。
- 長頸鹿先生（Mr. Giraffe）－Gerald的爸爸。穿深綠色衣服。
- 長頸鹿小姐（Mrs. Giraffe）－Gerald的媽媽。穿紅色裙子。
- Grandpa Giraffe

## 鼴鼠
- 莫利（Molly Mole）－Peppa的朋友和學前遊戲班的新同學。首次出現第五季第13集《Molly Mole》中。她穿紫色裙子，並帶著一副天藍色的眼鏡。她在上學的第一天很快就和Peppa及Rebecca成為最好的朋友。她的家在地底下。
- 鼴鼠小姐（Mummy Mole）－Molly的媽媽。穿淡紫色裙子，並帶著一副黑色的眼鏡。
- 鼴鼠先生（Daddy Mole）－Molly的爸爸。穿藍色衣服，並帶著一副黑色的眼鏡。
- 緊急機長 (Captain Emergency) －他是一位飛行員。曾經在第四季第36集《Flying On Holiday》中載過佩佩一家人。

## 熊
- 棕熊醫生（Dr. Brown Bear） －他是一位醫生，在第三季第3集《Pedro's Cough》中幫皮卓看病，但自己後來也被傳染。
- 貝琳達（Belinda Bear）－克蘿依的朋友，穿紅黑條紋的裙子，有戴眼鏡。
- 熊小姐（Mummy Bear）－貝琳達的媽媽。原本為背景角色之一，在第五季第35集《Once Upon a Time》中正式登場。
- 熊先生（Daddy Bear）－貝琳達的爸爸。首次出現第五季第35集《Once Upon a Time》中。
- Baby Bear-BB熊

## 熊猫
- 熊貓先生（Police Officer Panda）－他是一名警察。首次出現在第五季第16集《The Police》中。他也是雙胞胎姊妹Peggi和Pandora的父親。
- 佩吉（Peggi Panda）－Peppa學前遊戲班的新同學，是Pandora的孿生姊妹。穿紅色裙子。首次出現第六季第1集《The Panda Twins》中。
- 潘多拉（Pandora Panda）－Peppa學前遊戲班的新同學，是Peggi的孿生姊妹。穿黃色裙子。首次出現第六季第1集《The Panda Twins》中。
- 熊貓小姐（Mrs Panda）

## 鼠
- 曼蒂（Mandy Mouse）－Peppa學前遊戲班的新同學。坐在輪椅上，穿粉紅色裙子。首次出現第六季第3集《Mandy Mouse》中。
- 老鼠媽媽（Mrs. Mouse）－Mandy的媽媽。原本為背景角色之一，在第六季第3集《Mandy Mouse》中正式登場。
- 老鼠先生（Mr Mouse）
- Mummy Rat－她曾出現在第五季第15集《London》和第31集《The Market》中。
- Female Rat－她曾出現在第五季第15集《London》和第31集《The Market》中。

## 松鼠
- 西蒙（Simon Squirrel）－克蘿依的朋友，穿深藍色衣服。
- 松鼠女士（Police Officer Squirrel）－她是一名警察。首次出現在第五季第16集《The Police》中。

## 北極熊
- 潘妮（Penny Polar Bear）
- 北極熊醫生（Doctor Polar Bear）
- 北極熊媽媽（Mummy Polar Bear）

## 駱駝
- 洛特（Lotte Llama）
- 駱駝女士（Mummy Llama）

## 羚羊
- 羚羊夫人（Madame Gazelle）－佩佩學前遊戲班的導師。她會玩電吉他和原聲吉他，曾經和另外兩位可能是她姊妹的羚羊組一個名叫"搖滾羚羊隊"(The Rocking Gazelles)的搖滾樂團（在樂團中她的名字叫做"琪琪")。她也曾經教導過年幼時的佩佩父母和其他很多人的父母。
- 搖滾羚羊隊（Rocking Gazelles）

## 牛
- 公牛先生（Mr. Bull）－他是一個垃圾車司機、建築工人、護士以及低音號手，他也是個計程車司機。
- 牛太太（Mrs. Cow）－她是一位護士，和狐狸小姐在醫院裡工作。她也是媽媽消防隊的成員之一。
- 公牛叔叔（Mr. Bull’s Brother）
- Carol Cow
- Grandma Cow

## 獅子
- 獅子先生（Mr. Lion）－他是一位動物園的管理員，首次出現在第五季第17集《The Zoo》中
- 里奧（Leo Lion）
- 獅子小姐

## 倉鼠
- 倉鼠獸醫（Dr. Hamster）－她是一個獸醫，她有養一隻烏龜名叫小提（Tiddles）。
- 倉鼠先生（Mr. Hamster）

## 鱷魚
- 鱷魚夫人（Mrs. Crocodile）－她是一位動物園的管理員，首次出現在第五季第17集《The Zoo》中。

## 犀牛
- 犀牛先生（Mr. Rhinoceros）－他和公牛先生一起在工程隊工作。
- 犀牛小姐（Mrs. Rhinoceros）
- Ronald Rhinoceros
- Elderly Rhinoceros

## 獾
- 獾小姐（Mrs. Badger）－她首次出現在第六季《Petting Farm》中。角色由摩雲娜·賓斯配音。
- 獾先生（Mr Badger）

## 水獺
- Policeman Stag－他是一隻深棕色和戴眼鏡的水獺，是一名警察。在《Flying On Holiday》中將佩佩遺失的泰迪熊玩偶歸還她。

## 人類
- 聖誕老公公（Santa）－他曾出現在第三季第51集《Santa's Grotto》、第52集《Santa's Visit》及第四季第25集《Mr. Potato's Christmas Show》中。是節目中極少數的人類角色。
- 女王（The Queen）－她曾出現在第四季第27集《The Queen》和第五季第15集《London》中。是一個人類而且象徵著英國女王伊莉莎白二世。

## 鹿
- 鹿先生（Signor Deer/Donty Deer）

## 食物角色
- 土豆先生（Mr. Potato）－他是佩佩最喜歡的電視節目主持人，是一顆巨型的馬鈴薯。他鼓勵孩子們多運動且多吃蔬果。他的朋友們─Mrs. Carrot、Sweet Cranberry和Little Sprout也都是蔬果。
- 土豆小姐（Mrs. Potato）－她曾多次和馬鈴薯先生出現在佩佩家的電視螢幕上和馬鈴薯先生一起表演節目。她頭上戴著一朵白花。
- 超級土豆（Super Potato）－一名超級英雄。角色由亞歷山大·阿姆斯壯配音。
- 胡蘿蔔女士（Mrs. Carrot）
- Sweet Cranberry
- Little Sprout
- Funny Onion-搞笑Onion
- Carrot
- Tomato
- Banana
- Pineapple

## 其他角色
- Head Waiter －他首次出現在第六季《Grandpa Pig's Birthday》中。角色由大衛·格林漢配音。
- Film Narrator －他首次出現在第六季《Super Potato Movie》中。角色由丹·羅素配音。

## 寵物及小動物
- 波莉（Polly Parrot）－豬爺爺和豬奶奶養的綠色鸚鵡，會重複他人說過的話。
- 小提（Tiddles）－倉鼠醫生養的烏龜，非常喜歡爬到樹上但總是下不來。
- 小金（Goldie the goldfish）－佩佩家的寵物金魚。牠的魚缸放在佩佩家的電視機上。
- 小薑（Ginger the goldfish）－兔子小姐的寵物金魚。首次出現在第四季第31集《 The Aquarium》並和佩佩的金魚小金成為朋友。
- 史蒂芬（Steven）－皮卓養的褐色竹節蟲。首次出現在第四季第21集《 The Pet Competition》中。
- Hemydatulus Fanardus －艾德蒙養的綠色壁虎，牠的名字來自於一個研究壁虎的科學家。首次出現在第四季第21集《 The Pet Competition》中。
- 鴨子太太（Mrs. Duck）－一隻黃色的野生鴨子，和其他野鴨住在池塘中。經常在大家野餐時出現，大家也喜歡餵牠剩下的食物。在《佩奇的黃金雨靴》（ Golden Boots）中把佩佩的黃色雨靴穿走了。
- 長腿先生（Mr. Skinny Legs）－一隻友善的黑色蜘蛛，住在佩佩的家中。
- 潔曼瑪（Jemima）、莎拉（Sarah）、凡妮莎（Vanessa）和奈弗爾（Neville） －豬奶奶養的雞。牠們首次出現在《 Granny Pig's Chickens》中，之後在《 Spring》和《 Night Animals》中也有出現。